# Internet industriel des objets
L'Internet industriel des objets, ou en anglais « Industrial Internet of Things (IIoT) », est l'application des technologies de l'internet et de l'internet des objets au domaine industriel pour interconnecter au sein d'architectures géodistribuées les capteurs, les équipements industriels intelligents et les systèmes informatiques.
Le but de l'internet industriel des objets est, par la transformation numérique, de développer des processus de production et d'affaires hautement automatisés. Plusieurs initiatives industrielles cherchent à développer et diffuser des technologies industrielles à base d'IIoT. Les principales sont :
- l'Industrial Internet Consortium[2], fondé par de grandes sociétés américaines des technologies de l'information ;
- Industrie 4.0[3], une initiative lancée initialement par le gouvernement allemand pour accélérer la transformation numérique de ses industries, mais qui a depuis été repris par d'autres acteurs.

## Vue d'ensemble
L'IIot est rendu possible par des technologies telles que la cybersécurité, le cloud computing, l'informatique de pointe, les technologies mobiles, le machine-to-machine, l'impression 3D, la robotique avancée, les données volumineuses, l'Internet des objets, la technologie RFID et l'informatique cognitive,, dont cinq des plus importantes sont décrites ci-dessous :
- Systèmes cyber-physiques (CPS) : la plate-forme technologique de base pour l'IoT et l'IIoT et donc le principal moyen de connecter des machines physiques qui étaient auparavant déconnectées. Le CPS intègre la dynamique du processus physique à celle du logiciel et de la communication, en fournissant des abstractions et des techniques de modélisation, de conception et d'analyse[6].
- Le cloud computing : Grâce à l'informatique dématérialisée, les services et les ressources informatiques peuvent être téléchargés et récupérés sur Internet, par opposition à une connexion directe à un serveur. Les fichiers peuvent être conservés sur des systèmes de stockage en nuage plutôt que sur des périphériques de stockage locaux[7].
- L'informatique de pointe (Edge computing) : Un paradigme d'informatique distribuée qui rapproche le stockage des données informatiques de l'endroit où elles sont nécessaires[8]. Contrairement à l'informatique en nuage, l'informatique de pointe fait référence au traitement décentralisé des données à la périphérie du réseau[9]. L'Internet industriel exige davantage une architecture de pointe plus nuageuse qu'une architecture basée sur un nuage purement centralisé ; afin de transformer la productivité, les produits et les services dans le monde industriel[10].
- L'analyse des données : L'analyse des grandes données est le processus d'examen d'ensembles de données vastes et variés, ou grandes données[11].

### Architecture
Les systèmes IIoT sont généralement conçus comme une architecture modulaire en couches de la technologie numérique. La couche de dispositifs fait référence aux composants physiques : CPS, capteurs ou machines. La couche réseau se compose de bus de réseau physiques, d'informatique en nuage et de protocoles de communication qui regroupent et transportent les données vers la couche service, qui se compose d'applications qui manipulent et combinent les données en informations pouvant être affichées sur le tableau de bord du conducteur. La strate supérieure de la pile est la couche de contenu ou l'interface utilisateur.
| Couche de contenu    | Dispositifs d'interface utilisateur (par exemple, écrans, tablettes, lunettes intelligentes) |
| Couche service       | Applications, logiciels pour analyser des données et les transformer en informations         |
| Couche réseau        | Protocoles de communication, wifi, cloud computing                                           |
| Couche de l'appareil | Le matériel : CPS, machines, capteurs                                                        |

## Histoire
L'histoire de l'IIoT commence avec l'invention du contrôleur logique programmable (PLC) par Dick Morley en 1968, qui a été utilisé par General Motors dans sa division de fabrication de transmissions automatiques. Ces PLC permettaient un contrôle précis des éléments individuels de la chaîne de fabrication. En 1975, Honeywell et Yokogawa ont introduit les premiers DCS, le TDC 2000 et le système CENTUM, respectivement,. Ces DCS ont été l'étape suivante permettant un contrôle flexible des processus dans toute une usine, avec l'avantage supplémentaire de redondances de secours en distribuant le contrôle dans tout le système, éliminant un point de défaillance unique dans une salle de contrôle centrale.
Avec l'introduction d'Ethernet en 1980, les gens ont commencé à explorer le concept de réseau d'appareils intelligents dès 1982, lorsqu'une machine à Coca modifiée à l'université Carnegie Mellon est devenue le premier appareil connecté à Internet, capable de signaler son inventaire et de savoir si les boissons nouvellement chargées étaient froides. Dès 1994, de plus grandes applications industrielles ont été envisagées, Reza Raji décrivant le concept de l'IEEE Spectrum comme "le déplacement de petits paquets de données vers un grand ensemble de nœuds, de manière à intégrer et à automatiser tout, des appareils ménagers à des usines entières".
Le concept de l'internet des objets est devenu populaire pour la première fois en 1999, grâce au Auto-ID Center du MIT et à des publications d'analyse de marché connexes. L'identification par radiofréquence (RFID) était alors considérée par Kevin Ashton (l'un des fondateurs du premier Auto-ID Center) comme une condition préalable à l'internet des objets. Si tous les objets et les personnes de la vie quotidienne étaient équipés d'identificateurs, les ordinateurs pourraient les gérer et les inventorier If all objects and people in daily life were equipped with identifiers, computers could manage and inventory them,,. Outre l'utilisation de la RFID, le marquage des objets peut être réalisé grâce à des technologies telles que la communication en champ proche, les codes barres, les codes QR et le filigrane numérique,.
La conception actuelle de l'IIoT est née après l'émergence de la technologie du cloud en 2002, qui permet de stocker des données afin d'examiner les tendances historiques, et le développement du protocole OPC Unified Architecture en 2006, qui a permis des communications sécurisées et à distance entre les appareils, les programmes et les sources de données sans intervention humaine ni interfaces.
L'une des premières conséquences de la mise en œuvre de l'internet industriel des objets (en équipant les objets de minuscules dispositifs d'identification ou d'identifiants lisibles par machine) serait de créer un contrôle d'inventaire instantané et incessant, Un autre avantage de la mise en œuvre d'un système d'IIoT est la possibilité de créer un jumeau numérique du système. L'utilisation de ce jumeau numérique permet d'optimiser davantage le système en permettant l'expérimentation de nouvelles données provenant du nuage sans avoir à arrêter la production ou à sacrifier la sécurité, car les nouveaux processus peuvent être affinés virtuellement jusqu'à ce qu'ils soient prêts à être mis en œuvre. Un jumeau numérique peut également servir de terrain d'entraînement pour les nouveaux employés qui n'auront pas à se soucier des impacts réels sur le système en direct.

## Normes et cadres
Les cadres de l'IIoT aident à soutenir l'interaction entre les "choses" et permettent des structures plus complexes comme le calcul distribué et le développement d'applications distribuées.
- IBM a annoncé l'IIoT cognitive, qui combine l'IIoT traditionnelle avec l'intelligence et l'apprentissage des machines, l'information contextuelle, les modèles spécifiques à l'industrie et le traitement du langage naturel[29].
- La XMPP Standards Foundation (XSF) est en train de créer un cadre de travail appelé Chatty Things, qui est une norme totalement ouverte et indépendante des fournisseurs utilisant XMPP pour fournir une infrastructure distribuée, évolutive et sécurisée[30].
- REST est une architecture évolutive qui permet aux choses de communiquer via le protocole de transfert hypertexte et est facilement adoptée par les applications IIoT pour assurer la communication entre une chose et un serveur web central[31].
- Le MQTT est une architecture de publication-abonnement qui, en plus du TCP/IP, permet une communication bidirectionnelle entre une chose et un courtier MQTT[32].
- Node-RED dans un logiciel open source conçu par IBM pour connecter les API, le matériel et les services en ligne[33].
- OPC est une série de normes conçues par la Fondation OPC pour connecter des systèmes informatiques à des dispositifs automatisés[33].
- L'architecture de référence Internet industrielle (IIRA) de l'Industrial Internet Consortium (IIC) et la version 4.0 de l'industrie allemande sont des efforts indépendants visant à créer une norme définie pour les installations compatibles avec l'IdO[33].

## Application and Industries
Le terme "internet industriel des objets" est souvent utilisé dans les industries manufacturières, en référence au sous-ensemble industriel de l'IIoT. Les avantages potentiels de l'internet industriel des objets comprennent l'amélioration de la productivité, l'analyse et la transformation du lieu de travail. Le potentiel de croissance de la mise en œuvre de l'IIoT devrait générer 15 000 milliards de dollars du PIB mondial d'ici 2030,.
Si la connectivité et l'acquisition de données sont impératives pour l'IIoT, elles ne constituent pas les objectifs finaux, mais plutôt le fondement et la voie vers quelque chose de plus grand. De toutes les technologies, la maintenance prédictive est une application "plus facile", car elle s'applique aux actifs et aux systèmes de gestion existants. Selon certaines études, les systèmes de maintenance intelligents peuvent réduire les temps d'arrêt imprévus et augmenter la productivité, ce qui devrait permettre d'économiser jusqu'à 12 % par rapport aux réparations prévues, de réduire les coûts de maintenance globaux jusqu'à 30 % et d'éliminer les pannes jusqu'à 70 %, Les systèmes cyberphysiques (CPS) sont la technologie de base des grandes données industrielles et ils constitueront une interface entre l'homme et le monde cybernétique.
L'intégration de systèmes de détection et d'actionnement connectés à l'internet peut optimiser la consommation d'énergie dans son ensemble. On s'attend à ce que les dispositifs IIoT soient intégrés dans toutes les formes de dispositifs consommateurs d'énergie (interrupteurs, prises de courant, ampoules, téléviseurs, etc.) et puissent communiquer avec la société de distribution d'électricité afin d'équilibrer efficacement la production et la consommation d'énergie. Outre la gestion de l'énergie à domicile, l'IIoT est particulièrement pertinent pour le réseau intelligent puisqu'il fournit des systèmes permettant de collecter et d'agir sur les informations relatives à l'énergie et à la puissance de manière automatisée dans le but d'améliorer l'efficacité, la fiabilité, l'économie et la durabilité de la production et de la distribution d'électricité. En utilisant des dispositifs d'infrastructure de comptage avancée (AMI) connectés à la dorsale Internet, les services publics d'électricité peuvent non seulement collecter des données à partir des connexions des utilisateurs finaux, mais aussi gérer d'autres dispositifs d'automatisation de la distribution comme les transformateurs et les réenclencheurs.
À partir de 2016, d'autres applications concrètes seront possibles, comme l'intégration de LED intelligentes pour orienter les clients vers les places de parking vides ou pour mettre en évidence les changements dans la circulation, l'utilisation de capteurs sur les purificateurs d'eau pour alerter les responsables par ordinateur ou téléphone intelligent lorsqu'il faut remplacer des pièces, la fixation d'étiquettes RFID sur les équipements de sécurité pour suivre le personnel et assurer sa sécurité, l'intégration d'ordinateurs dans les outils électriques pour enregistrer et suivre le niveau de couple des différents serrages, et la collecte de données provenant de plusieurs systèmes pour permettre la simulation de nouveaux processus.

### Industrie automobile
L'utilisation de l'IIoT dans la construction automobile implique la numérisation de tous les éléments de la production. Les logiciels, les machines et les hommes sont interconnectés, ce qui permet aux fournisseurs et aux fabricants de réagir rapidement à l'évolution des normes. L'IIoT permet une production efficace et rentable en transférant les données des clients vers les systèmes de l'entreprise, puis vers les différentes sections du processus de production. Avec l'IIoT, de nouveaux outils et fonctionnalités peuvent être inclus dans le processus de fabrication. Par exemple, les imprimantes 3D simplifient la mise en forme des outils de pressage en imprimant la forme directement à partir de granulés d'acier. Ces outils offrent de nouvelles possibilités de conception (avec une grande précision). La personnalisation des véhicules est également rendue possible par l'IIoT grâce à la modularité et à la connectivité de cette technologie. Alors que par le passé, ils travaillaient séparément, l'IIoT permet désormais aux humains et aux robots de coopérer. Les robots se chargent des activités lourdes et répétitives, les cycles de fabrication sont donc plus rapides et le véhicule arrive sur le marché plus rapidement. Les usines peuvent rapidement identifier les problèmes de maintenance potentiels avant qu'ils n'entraînent des temps d'arrêt et beaucoup d'entre elles se déplacent vers une usine de production fonctionnant 24 heures sur 24, en raison d'une sécurité et d'une efficacité accrues. La majorité des constructeurs automobiles ont des usines de production dans différents pays, où différents composants du même véhicule sont construits. L'IIoT permet de relier ces usines de production entre elles, créant ainsi la possibilité de se déplacer à l'intérieur des installations. Les données importantes peuvent être contrôlées visuellement, ce qui permet aux entreprises de réagir plus rapidement aux fluctuations de la production et de la demande.

### L'industrie du pétrole et du gaz
Avec le soutien de l'IIoT, de grandes quantités de données brutes peuvent être stockées et envoyées par le matériel de forage et les stations de recherche pour le stockage et l'analyse dans le nuage. Grâce aux technologies de l'IIoT, l'industrie pétrolière et gazière a la capacité de connecter des machines, des dispositifs, des capteurs et des personnes par le biais de l'interconnectivité, ce qui peut aider les entreprises à mieux faire face aux fluctuations de la demande et des prix, à résoudre les problèmes de cybersécurité et à minimiser l'impact sur l'environnement.
Tout au long de la chaîne d'approvisionnement, l'IIoT peut améliorer le processus de maintenance, la sécurité générale et la connectivité. Les drones peuvent être utilisés pour détecter d'éventuelles fuites de pétrole et de gaz à un stade précoce et dans des endroits difficiles d'accès (par exemple en mer). Ils peuvent également être utilisés pour identifier les points faibles dans les réseaux complexes de pipelines avec des systèmes d'imagerie thermique intégrés. Une connectivité accrue (intégration et communication des données) peut aider les entreprises à ajuster les niveaux de production sur la base de données en temps réel concernant les stocks, le stockage, le rythme de distribution et les prévisions de la demande. Par exemple, un rapport de Deloitte indique qu'en mettant en œuvre une solution d'IIoT intégrant des données provenant de multiples sources internes et externes (telles que le système de gestion des travaux, le centre de contrôle, les attributs des pipelines, les scores de risque, les résultats des inspections en ligne, les évaluations prévues et l'historique des fuites), des milliers de kilomètres de pipelines peuvent être surveillés en temps réel. Cela permet de surveiller les menaces pesant sur les pipelines, d'améliorer la gestion des risques et de fournir une connaissance de la situation.
Les avantages s'appliquent également à des processus spécifiques de l'industrie pétrolière et gazière. Le processus d'exploration du pétrole et du gaz peut être réalisé de manière plus précise avec des modèles 4D construits par imagerie sismique. Ces modèles cartographient les fluctuations des réserves de pétrole et des niveaux de gaz, ils s'efforcent de mettre en évidence la quantité exacte de ressources nécessaires et ils prévoient la durée de vie des puits. L'utilisation de capteurs intelligents et de foreurs automatisés permet aux entreprises de surveiller et de produire plus efficacement. En outre, le processus de stockage peut également être amélioré avec la mise en œuvre de l'IIoT en collectant et en analysant des données en temps réel pour surveiller les niveaux d'inventaire et le contrôle de la température. L'IIoT peut améliorer le processus de transport du pétrole et du gaz en mettant en œuvre des capteurs intelligents et des détecteurs thermiques pour fournir des données de géolocalisation en temps réel et surveiller les produits pour des raisons de sécurité. Ces capteurs intelligents peuvent surveiller les processus de raffinage et améliorer la sécurité. La demande de produits peut être prévue avec plus de précision et être automatiquement communiquée aux raffineries et aux usines de production pour ajuster les niveaux de production.

## Sécurité
Avec l'expansion de l'IIoT, de nouvelles préoccupations en matière de sécurité se font jour. Chaque nouveau dispositif ou composant qui se connecte à l'IIoT peut devenir une responsabilité potentielle. Gartner estime que d'ici 2020, plus de 25 % des attaques reconnues contre les entreprises concerneront des systèmes connectés à l'IIoT, bien que celui-ci représente moins de 10 % des budgets de sécurité informatique. Les mesures de cybersécurité existantes sont nettement inférieures pour les dispositifs connectés à Internet par rapport à leurs homologues informatiques traditionnels, ce qui peut permettre leur détournement pour des attaques basées sur le DDoS par des réseaux de zombies comme Mirai. Une autre possibilité est l'infection de contrôleurs industriels connectés à Internet, comme dans le cas de Stuxnet, sans qu'il soit nécessaire d'avoir un accès physique au système pour propager le ver.
En outre, les dispositifs compatibles avec l'IIoT peuvent permettre des formes plus "traditionnelles" de cybercriminalité, comme dans le cas de la violation des données de Target en 2013, où des informations ont été volées après que des pirates informatiques aient accédé aux réseaux de Target via des références volées à un fournisseur de CVC tiers. L'industrie pharmaceutique a été lente à adopter les avancées de l'IIoT en raison de préoccupations de sécurité telles que celles-ci. L'une des difficultés rencontrées pour fournir des solutions de sécurité dans les applications de l'IIoT est la nature fragmentée du matériel. En conséquence, les architectures de sécurité se tournent vers des conceptions basées sur des logiciels ou des dispositifs agnostiques.